# 羅登巴赫河
51°51′32″N 8°32′27″E / 51.85889°N 8.54083°E

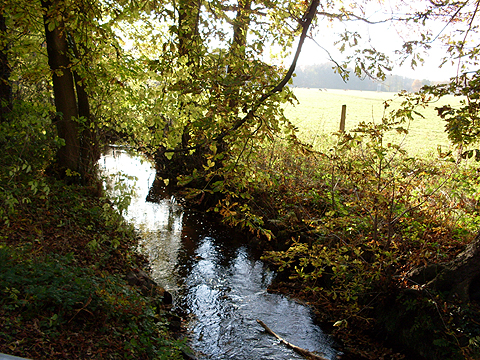

羅登巴赫河（德語：Rodenbach），是德國的河流，位於該國西部，處於北萊茵-威斯特法倫州，屬於瓦珀爾巴赫河的右支流，河道全長12.5公里，流域面積14.6平方公里。